# 욕야카르타 원칙
욕야카르타 원칙(Yogyakarta Principles)은 욕야카르타에서 발표된 성적 지향과 성정체성 관련 인권선언이다. 국제인권법을 동성애자, 양성애자, 트랜스젠더, 간성에게 적용하는 원칙에 대한 선언이다. 메리 로빈슨을 비롯한 29명이 서명했다.

## 같이 보기
- 강제 불임화
- 성 역할
- 국제인권법
- LGBT의 역사
- 나라별 법률에 따른 성소수자의 권리
- 성소수자 편견
- 소수 권리
- 재생산권
- 사회적 배제
- 성소수자에 대한 폭력